# 톤브리지 스쿨

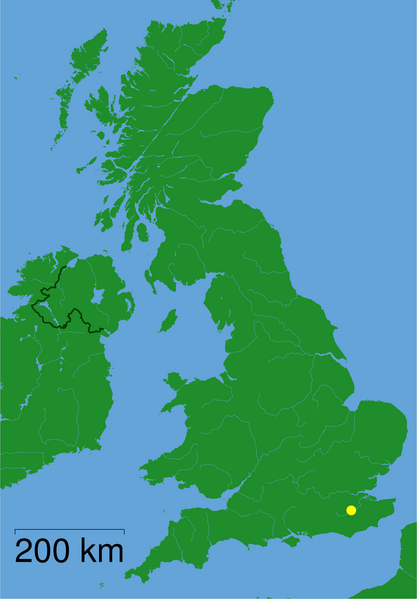
톤브리지 위치 (노란색 점)

톤브리지 스쿨(Tonbridge School)은 1553년 앤드루 주드 경(Sir Andrew Judd)이 설립한 톤브리지 소재 남학생 사립학교(퍼블릭 스쿨, public school)이다.  이턴 그룹 소속.
영국 켄트 주 톤브리지의 북쪽 끝자락에 150에이커(607,000 m²)의 광대한 교내 부지를 점하고 있다. 설립된 처음 장소를 계속 유지했으며 수백 년 동안 두 차례 재건축되었다. 현재 13세에서 18세까지의 대략 750여 명의 학생이 재학 중이며, 그 중 60%정도인 450명이 기숙사에서 생활하고 있다.
현재 교장(Headmaster)은 몬머스 스쿨(Monmouth School)의 교장이던 팀 하이네즈(T. H. P. "Tim" Haynes). 2005년 9월 이래로 재직중이다.

## 같이 보기
- 이튼 그룹
- 퍼블릭 스쿨